# 数藤鉄臣
数藤 鉄臣（すどう かねおみ、1896年（明治29年）9月8日 - 1994年（平成6年）3月26日）は、日本の内務・警察官僚。官選県知事、海軍司政長官。旧姓・村上。

## 経歴
本籍島根県。旧松江藩士・地方行政官、村上寿夫の二男として岡山県に生まれる。松江市北堀尋常小学校、松江中学校を卒業。海軍兵学校を志願したが、試験前の水泳で外耳炎となり身体検査で不合格となる。1915年2月、第一高等学校数学教授・数藤斧三郎の養子となる。第一高等学校第一部甲類を卒業。1920年10月、高等試験行政科試験に合格。1921年4月、東京帝国大学法学部法律学科（英法）を卒業。同年7月、内務省に入省し内務属となり警保局図書課に配属された。
以後、和歌山県理事官・内務部社会課長兼商工課長、福岡県警視・警察部特別高等警察課長、警視庁警視・総監官房特別高等警察課長、同兼外事課長などを歴任。
1926年11月、欧米各国に出張を命ぜられ、1927年3月に離日し1928年3月に帰国。さらに、同年9月にロンドン駐在を命ぜられ、駐在制度が廃止となり1930年3月に帰国した。この間、思想問題担当準備のため、第三インターナショナル、イギリス議会制度の研究を行った。
1931年12月、徳島県書記官・警察部長に就任。1932年6月、福岡県書記官・警察部長へ転任。二日市町（現筑紫野市）の正行寺（真宗大谷派）竹原嶺音住職の法話を聞き入信した。
1936年4月、山梨県書記官・総務部長へ転任。以後、内務書記官・地方局監査課長、警保局警務課長、兼警察講習所教授、内務事務官兼内務書記官・大臣官房文書課長、企画院事務官・内閣情報部情報官、内務書記官兼内務大臣秘書官・大臣官房人事課長、傷兵保護院計画局長、軍事保護院援護局長などを歴任。
1941年1月7日、岐阜県知事に就任。戦時体制の整備に尽力。郷里の先輩である海軍民政部総監・岡田文秀の要請を受け、1942年5月23日、海軍司政長官に任じられセレベス民政部長官に就任した。1943年7月1日、埼玉県知事に転任。戦時体制の強化に尽力。1944年8月1日、軍事保護院副総裁に転じ終戦を迎えた。1946年1月25日、依願免本官となり退官した。同年8月、公職追放となり、1951年8月、追放解除となる。
1951年9月、危篤の竹原嶺音を見舞った際に、竹原から「戦争を敗北に導いた責任者の一員として懺悔し、国家を精神的に救うために仏門に入り、一生を捧げよ」との命に直ちに従い、正行寺責任役員として生涯を終えた。

## 親族
- 義父 岸上鎌吉（生物学者、妻・ふじ子の父）[2]